# Nino Bibbia
Nino Bibbia, född 15 mars 1922, död 28 maj 2013, var en italiensk bobåkare och skeletonåkare.
Bibbia blev olympisk guldmedaljör i skeleton vid vinterspelen 1948 i Sankt Moritz.